# Гельсінгер (муніципалітет)
Гельсінгер (дан. Helsingør) — муніципалітет у регіоні Столичний регіон королівства Данія. Площа — 118.9 квадратних кілометрів. Адміністративний центр муніципалітету — місто Гельсінгер.

## Населення
У 2012 році населення муніципалітету становило 61 493 особи.